# Sancos (Lucanas)
Sancos é um distrito do peru, departamento de Ayacucho, localizada na província de Lucanas.

## Transporte
O distrito de Sancos é servido pela seguinte rodovia:
- AY-115, que liga a cidade de Coracora ao distrito [1][2][3]